# Eero Mäkinen

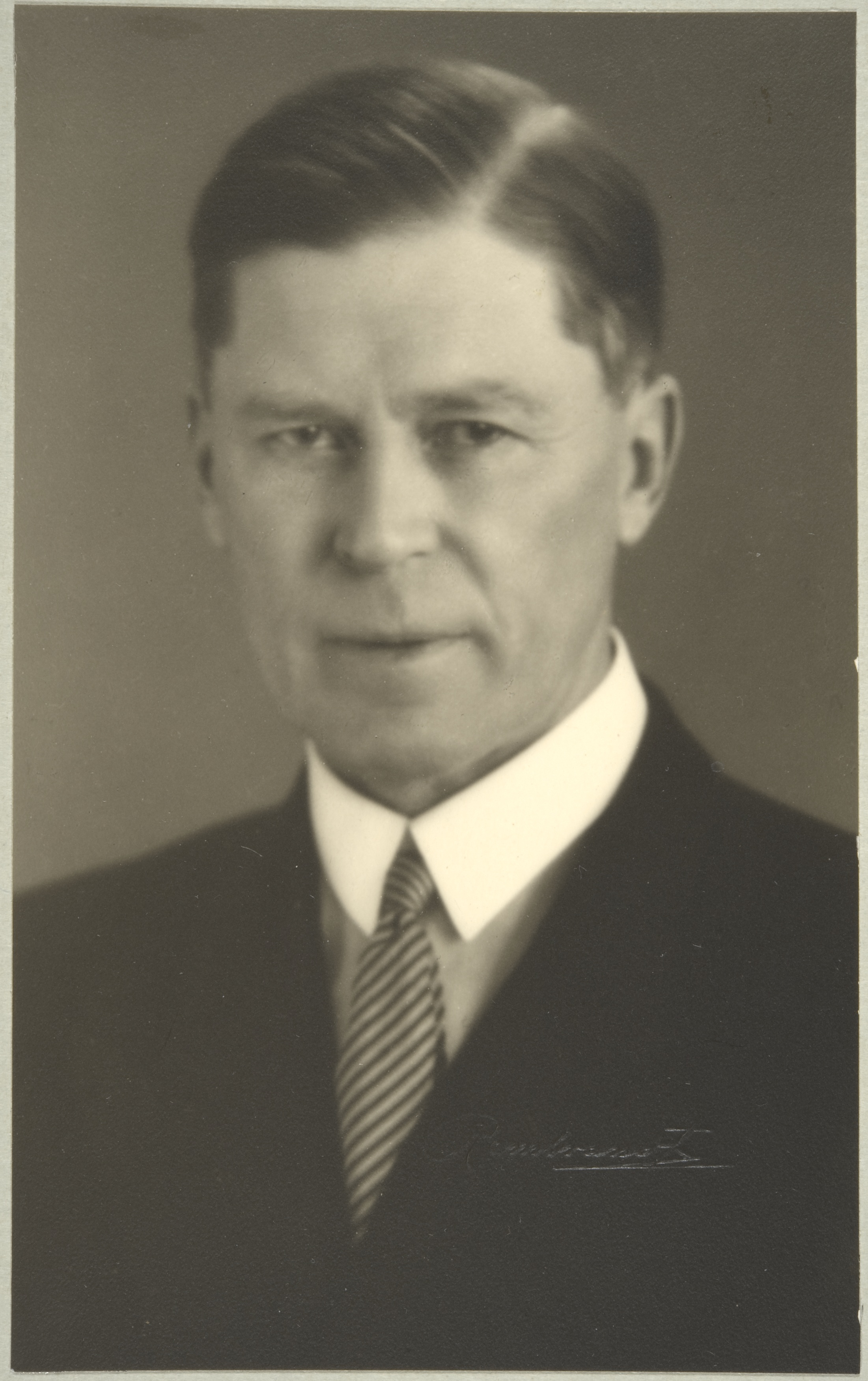
Eero Mäkinen år 1950.

Eero Mäkinen, född 27 april 1886 i Sordavala landskommun, död 27 oktober 1953 i Helsingfors, var en finländsk geolog och industriman. 
Mäkinen blev student 1904, filosofie kandidat 1909, filosofie licentiat 1913, filosofie doktor 1916 och utexaminerades därefter som bergsingenjör vid Kungliga Tekniska högskolan i Stockholm 1918. Han var i unga verksam som forskare vid Helsingfors universitets kemiska institution, utnämndes till statsgeolog 1919 och blev verkställande direktör för statsbolaget Outokumpu Oy 1921. På denna post gjorde han en banbrytande insats för finländsk gruvindustri; han projekterade Outokumpu gruva – Europas största koppargruva – på ett sätt som väckte beundran i fackkretsar, och byggde upp det från början obetydliga företaget till en storindustri. 
Som företagsledare sökte Mäkinen skapa ett nät av anläggningar, där malmen kunde förädlas så rationellt som möjligt. Som forskare ägnade han sig åt geologi, mineralogi och bergsteknik samt utgav skrifter i dessa ämnen, bland annat Die Granitpegmatite von Tammela in Finnland und ihre Minerale (1912) och Översikt av de prekambriska bildningarna i mellersta Österbotten (1916). Han hade andel i den av Petri Bryk utvecklade så kallade autogena smältmetoden i slutet av 1940-talet. Han var representant för Samlingspartiet i Finlands riksdag 1945–1952 och kommunikationsminister 1953. Han tilldelades bergsråds titel 1936 och blev teknologie hedersdoktor 1949. Han invaldes som ledamot av Kungliga Ingenjörsvetenskapsakademien i Stockholm 1945.